# Beerholms Vorstellung
Beerholms Vorstellung ist der Debütroman des deutsch-österreichischen Autors Daniel Kehlmann, den er im Alter von 22 Jahren verfasste. Der Roman erschien erstmals 1997 beim Deuticke Verlag und erzählt die Lebensgeschichte des Magiers Arthur Beerholm, der auf der Suche nach einer höheren, magischen Existenz ist. Für Beerholms Vorstellung erhielt Kehlmann 1998 den Förderpreis des Kulturkreises der deutschen Wirtschaft.

## Inhalt
Zu Beginn des Romans sitzt der neunundzwanzigjährige Protagonist Arthur Beerholm auf der Aussichtsterrasse eines Fernsehturms, auf die er einen Monat lang jeden Tag gekommen ist, um seine Lebensgeschichte niederzuschreiben. Diese Rückschau ist Inhalt der zwölf Kapitel, in denen der Protagonist als Ich-Erzähler chronologisch seinen bisherigen Lebensweg beschreibt. In seinem Bericht wendet sich der Erzähler wiederholt an eine Frau, die in seiner Erzählung auch an mehreren Stellen auftauchen wird, aber mysteriös im Hintergrund bleibt.
Beerholm wird nach der Geburt von seiner Mutter zur Adoption freigegeben, sein Vater ist unbekannt. Er kommt zu wohlhabenden Adoptiveltern, muss aber später als Kind beobachten, wie seine Adoptivmutter vom Blitz erschlagen wird. Mit zehn Jahren wird er in ein Schweizer Internat geschickt. Dort bringt er sich Kartentricks bei und scheint seine Berufung früh gefunden zu haben. Doch seine erste Vorstellung in der Schule ist ein Misserfolg. Nach dem Tod seines Adoptivvaters wird er von dessen zweiter Frau um sein Erbe gebracht.
Aufgrund der mathematischen Probleme mit der Unendlichkeit wendet sich Beerholm in seiner Jugend der Religion zu. Er beschließt Theologie zu studieren und empfängt sogar die niederen Weihen. Nach wochenlangen Exerzitien verzweifelt er und wandelt sich zum Zauberer, führt kleine Kunststücke vor und betrügt regelmäßig beim Pokerspiel. Schließlich drängt er sich dem großen Magier Jan von Rode als Schüler auf. Mit dessen Unterstützung wird Beerholm zu einem berühmten Täuschungskünstler.
Sein Traum ist aber, wie der sagenhafte Zauberer Merlin reale Schöpfungen hervorzubringen. Es gelingt ihm dann tatsächlich auf dem Höhepunkt des Romans, die Materie seinem Willen zu unterwerfen. Er kann nach eigener Darstellung Schaufensterscheiben zersplittern lassen und in einem Park einen Busch in Brand setzen. Von diesen Erlebnissen zeigt er sich zutiefst verwirrt und flüchtet vor der Öffentlichkeit. Er verliert seine magischen Fähigkeiten wieder, seine Begleiterin verschwindet ebenfalls. Unklar ist, ob diese Frau eine Selbsttäuschung oder eine Schöpfung Beerholms darstellt. Am Ende des Romans kündigt Beerholm an, sich vom Fernsehturm zu stürzen. Zunächst hofft er, durch einen letzten Zaubertrick diesen Sturz vielleicht überleben zu können. Schließlich sieht er ein, dass er durch den Sturz seinem Leben ein Ende setzen wird, was sich aber seiner Vorstellungskraft entzieht.

## Stil
Kehlmann erklärte, dass er versucht hat, mit Beerholm „eine Erzählerstimme zu erzeugen, die neurotischer und manierierter ist“ als er selbst. Dieser Absicht entspricht, dass der Leser von Beerholms Vorstellung bis zum Schluss nicht sicher sein kann, wie viel von Arthurs Erzählung Wahrheit ist (Unzuverlässiges Erzählen), und was bloß dessen Einbildung beziehungsweise „Vorstellung“ ist. Die Manieriertheit des Erzählers realisiert Kehlmann durch das bis in die sprachlichen Details hinein spürbare Bemühen Arthurs, die Realität zu beherrschen und dem Leben eine Form zu geben, die vernünftiger ist als dessen ursprüngliche Chaotik. Der gesamte Text ist deswegen auch eine „Vorstellung“ im Sinne einer Selbstdarstellung.
Deutlich erkennbar ist Kehlmanns Beeinflussung durch den Stil des magischen Realismus lateinamerikanischer Prägung, denn Arthur schafft (und ihm widerfährt) in seiner eigenen Narration tatsächlich ständig Magisches.
Zudem weist Beerholms Vorstellung zahlreiche Merkmale postmodernen Erzählens auf, wie z. B. die zahlreichen intertextuellen Verweise (u. a. auf Nabokov) und die Thematisierung des Schreibprozesses sowie die Problematisierung der Wahrheit der Erzählung.

## Pressestimmen
„Daniel Kehlmann ist es in seinem Debüt noch nicht gelungen, aus dem guten Handwerk Magie werden zu lassen. Der Roman ist noch zu selbstbewußt, zu sehr in einem Netz von Ideen und verführerischen Szenen gefangen, das seinem Helden Luft zum Leben nimmt. Aber der Autor mag auf dem richtigen Weg sein.“

„Daniel Kehlmann erzählt das alles durchaus geschickt. Allenthalben setzt er wie Warnlichter Vorzeichen ins Geschehen. Mitunter beschleunigt er das Erzähltempo, doch nur, um schon Seiten später die Handlung wieder zu verschleppen. Man spürt sein Talent für die Choreographie der Figuren und die Dramaturgie der Handlung. Freilich: Mit blindem Griff bedient er sich in der Metaphernkiste und greift oft daneben: mal sind seine Bilder schlicht albern, gelegentlich aber regelrecht hanebüchen.“

## Ausgaben
- 1997: Daniel Kehlmann: Beerholms Vorstellung. Deuticke Verlag, 286 S., gebunden, ISBN 3216302903.
- 2000: Daniel Kehlmann: Beerholms Vorstellung. Suhrkamp Verlag, 285 S., Taschenbuch, ISBN 3518395734.
- 2007: Daniel Kehlmann: Beerholms Vorstellung. Rowohlt Verlag, 256 S., Taschenbuch, ISBN 3499245493. 
Die Erstfassung von 1997 wurde für die Neuausgabe bei Rowohlt vom Autor behutsam überarbeitet.
- 2007:  Daniel Kehlmann, Wanja Mues: Beerholms Vorstellung. Universal Music Group, Hörbuch, ISBN 3829120117.
- 2008: Daniel Kehlmann: Beerholms Vorstellung. Verlag Faber & Faber, 180 S., gebunden, ISBN 386730078X.
- 2008: Daniel Kehlmann: Beerholms Vorstellung. Verlag Faber & Faber, 175 S., gebunden und illustriert, ISBN 386730064X. 
Einmalig limitierte Auflage von nummerierten 999 Exemplaren. Im Impressum vom Autor signiert.

- 2025: Daniel Kehlmann: Beerholms Vorstellung. Paul Zsolnay Verlag, 240 S., gebunden, ISBN 978-3-552-07548-1 (vom Autor behutsam überarbeitet und mit einem Nachwort versehen).